# Ugo Moncada di Paternò
Ugo Gastone Corrado Maria Enrico Moncada, principe di Paternò (Palermo, 13 gennaio 1890 – Lugano, 28 dicembre 1974), è stato un nobile, politico e imprenditore italiano.

## Biografia
Nacque a Palermo il 13 gennaio 1890 da Pietro, XII principe di Paternò e dalla nobildonna Caterina Valguarnera Favara dei principi di Niscemi, di cui era figlio secondogenito. Fu XIII principe di Paternò, VIII duca di San Giovanni, XXV conte di Caltanissetta, poiché il fratello maggiore, Corrado nato nel 1888, morì infante.. Suo nonno paterno fu Corrado Moncada Bajada, XI principe di Paternò, mentre suo nonno materno fu Corrado Valguarnera Tomasi, VIII principe di Niscemi, entrambi senatori del Regno d'Italia.
Moncada fece gli studi classici a Roma e successivamente studiò per tre anni all'Istituto di Scienze Politiche e Sociali a Firenze. Nel 1913, entrò nel Regio Esercito col grado di sottotenente, con cui prese parte alla prima guerra mondiale. Promosso al grado di tenente nel corso del conflitto, alla sua conclusione ottenne un'ulteriore promozione a Primo capitano di cavalleria in aspettativa per riduzione dei quadri.
Morì a Lugano, in Svizzera il 28 dicembre 1974.

### Attività politica
Iniziò la sua attività politica all'Associazione Nazionalista Italiana, per poi aderire al Partito Nazionale Fascista nel 1919. Per il PNF, Moncada fu più volte membro del Direttorio di Palermo, nonché deputato alla Camera Regia nella XXIX legislatura del Regno d'Italia (1934-1939).

### Attività professionale
Il Principe di Paternò fu un grosso imprenditore attivo nei settori agricolo e della pesca. Proprietario di pescherecci e tonnare, nel 1924, fondò assieme ad altri soci - tra cui figuravano la moglie Giovanna, le sorelle Stefania e Maria Giulia, il cognato Giuseppe Lanza Branciforte, principe di Trabia -  la Società Anonima Principe di Paternò Moncada, con sede sociale a Tripoli, attiva nella produzione e commercializzazione di tonno in scatola e altre conserve ittiche, la cui materia prima veniva pescata nelle tonnare libiche di Marsa Sobratha e Marsa Sorman, nella Tripolitania italiana, e lavorata nello stabilimento di Sabrata. L'impresa, di cui fu presidente, passata agli eredi dopo la sua morte, fu attiva fino agli anni settanta del XX secolo. 
In Libia, il Principe di Paternò operò anche con l'Azienda Agricola Moncada, che a Sabrata disponeva di un'area di 1.900 ha, destinata alla coltivazione degli ulivi.
Moncada è stato presidente del Consorzio obbligatorio per l'industria zolfifera siciliana (1927-31), presidente della sezione pesca dell'Unione Industriale della Sicilia Occidentale, consigliere della Società Anonima IMERA, della Cassa centrale di risparmio Vittorio Emanuele per le province siciliane (di cui è stato anche vicepresidente), della Società Anonima Acquedotto di Palermo (1929-34), del Comitato Centrale della Pesca, della Corporazione delle industrie estrattive, della Banca Commerciale Italiana (1950-56), e membro del Comitato delle Ricerche.

### Matrimoni e discendenza
Ugo Moncada Valguarnera, XIII principe di Paternò, nel 1920 sposò la nobildonna Giovanna Lanza Branciforte dei principi di Trabia (1897-1985), figlia di Pietro, principe di Trabia, e di Giulia Florio, dalla quale ebbe sette figli: 
- Pietro, XIV principe di Paternò (1920-2001), che ha sposato Gisella Kastner e non ha lasciato discendenza;
- Caterina (1922-1988), moglie di Oberto Carrega Bertolini, marchese Carrega Bertolini;
- Francesco Rodrigo, XV principe di Paternò (1925-2012), sposato in prime nozze con Maria Concetta Verde, che lo ha reso padre di tre figli, ed in seconde nozze con Marion Grossniklaus. In gioventù è stato calciatore della seconda squadra del Palermo nel ruolo di mezzala[16][17];
- Giuseppe (1927-2013), sposato in prime nozze con Maria Grazia Matarazzo, figlia del conte Luigi, da cui ha avuto una figlia, Maria Guadalupe, e in seconde nozze con Laura Salmeri;
- Gastone (1928-1970), sposato con Maria Celeste Starrabba, figlia di Cesare, marchese di Sant'Agata, da cui ha avuto una figlia, Giulia;
- Uberto (1931-2004), mediatore marittimo, che nel 1963 ha fondato a Milano una società a tutt'oggi attiva nella compravendita e noleggio di yacht e charter, una delle maggiori in Italia.[18] Sposato con Giacomina Dusio, ha avuto tre figlie;
- Ignazio (1932-2012), pittore e ceramista. Sposato con Maria Gabriella di Milia, ha avuto un figlio, Ruggero.[1][19]

## Ascendenza
|                                                 |                                                 |                                                       | Genitori                                              |  |  | Nonni |  |  | Bisnonni                                                  |  |  | Trisnonni                             |  |
|                                                 |                                                 |                                                       |                                                       |  |  |       |  |  | Pietro Moncada Beccadelli di Bologna, principe di Paternò |  |  | Francesco Rodrigo Moncada Branciforte |  |
|                                                 |                                                 |                                                       |                                                       |  |  |       |  |  | Pietro Moncada Beccadelli di Bologna, principe di Paternò |  |  | Francesco Rodrigo Moncada Branciforte |  |
|                                                 |                                                 | Giovanna Beccadelli di Bologna Montaperto             |                                                       |  |  |       |  |  | Pietro Moncada Beccadelli di Bologna, principe di Paternò |  |  |                                       |  |
| Corrado Moncada Bajada, principe di Paternò     |                                                 |                                                       |                                                       |  |  |       |  |  | Pietro Moncada Beccadelli di Bologna, principe di Paternò |  |  |                                       |  |
|                                                 |                                                 | Giuseppina Bajada Nobile                              | Corrado Bajada di Napoli, marchese di Napoli          |  |  |       |  |  |                                                           |  |  |                                       |  |
|                                                 |                                                 | Giuseppina Bajada Nobile                              | Corrado Bajada di Napoli, marchese di Napoli          |  |  |       |  |  |                                                           |  |  |                                       |  |
|                                                 |                                                 | Giuseppina Bajada Nobile                              | Anna Nobile Marchese                                  |  |  |       |  |  |                                                           |  |  |                                       |  |
| Pietro Moncada Starrabba, principe di Paternò   |                                                 | Giuseppina Bajada Nobile                              |                                                       |  |  |       |  |  |                                                           |  |  |                                       |  |
|                                                 |                                                 | Francesco Paolo Starrabba Gallego, marchese di Rudinì | Pietro Starrabba Virgilio, principe di Giardinelli    |  |  |       |  |  |                                                           |  |  |                                       |  |
|                                                 |                                                 | Francesco Paolo Starrabba Gallego, marchese di Rudinì | Pietro Starrabba Virgilio, principe di Giardinelli    |  |  |       |  |  |                                                           |  |  |                                       |  |
|                                                 |                                                 | Francesco Paolo Starrabba Gallego, marchese di Rudinì | Caterina Gallego Naselli                              |  |  |       |  |  |                                                           |  |  |                                       |  |
| Stefania Starrabba Statella                     |                                                 | Francesco Paolo Starrabba Gallego, marchese di Rudinì |                                                       |  |  |       |  |  |                                                           |  |  |                                       |  |
|                                                 |                                                 | Livia Statella Moncada                                | Antonio Statella Naselli, principe del Cassaro        |  |  |       |  |  |                                                           |  |  |                                       |  |
|                                                 |                                                 | Livia Statella Moncada                                | Antonio Statella Naselli, principe del Cassaro        |  |  |       |  |  |                                                           |  |  |                                       |  |
|                                                 |                                                 | Livia Statella Moncada                                | Stefania Moncada Beccadelli di Bologna                |  |  |       |  |  |                                                           |  |  |                                       |  |
| Ugo Moncada Valguarnera, principe di Paternò    |                                                 | Livia Statella Moncada                                |                                                       |  |  |       |  |  |                                                           |  |  |                                       |  |
|                                                 | Giuseppe Valguarnera Ruffo, principe di Niscemi | Corrado Valguarnera Cottone, principe di Niscemi      |                                                       |  |  |       |  |  |                                                           |  |  |                                       |  |
|                                                 | Giuseppe Valguarnera Ruffo, principe di Niscemi | Corrado Valguarnera Cottone, principe di Niscemi      |                                                       |  |  |       |  |  |                                                           |  |  |                                       |  |
|                                                 | Giuseppe Valguarnera Ruffo, principe di Niscemi | Maria Elisabetta Ruffo Santapau della Leonessa        |                                                       |  |  |       |  |  |                                                           |  |  |                                       |  |
| Corrado Valguarnera Tomasi, principe di Niscemi | Giuseppe Valguarnera Ruffo, principe di Niscemi |                                                       |                                                       |  |  |       |  |  |                                                           |  |  |                                       |  |
|                                                 |                                                 | Caterina Tomasi Wochinger                             | Giuseppe Tomasi Colonna Romano, principe di Lampedusa |  |  |       |  |  |                                                           |  |  |                                       |  |
|                                                 |                                                 | Caterina Tomasi Wochinger                             | Giuseppe Tomasi Colonna Romano, principe di Lampedusa |  |  |       |  |  |                                                           |  |  |                                       |  |
|                                                 |                                                 | Caterina Tomasi Wochinger                             | Caterina Wochinger Crosio                             |  |  |       |  |  |                                                           |  |  |                                       |  |
| Caterina Valguarnera Favara                     |                                                 | Caterina Tomasi Wochinger                             |                                                       |  |  |       |  |  |                                                           |  |  |                                       |  |
|                                                 |                                                 | Vincenzo Favara Cacioppo                              | Simone Favara Nastasi                                 |  |  |       |  |  |                                                           |  |  |                                       |  |
|                                                 |                                                 | Vincenzo Favara Cacioppo                              | Simone Favara Nastasi                                 |  |  |       |  |  |                                                           |  |  |                                       |  |
|                                                 |                                                 | Vincenzo Favara Cacioppo                              | Maria Cacioppo                                        |  |  |       |  |  |                                                           |  |  |                                       |  |
| Maria Antonietta Favara Camminneci              |                                                 | Vincenzo Favara Cacioppo                              |                                                       |  |  |       |  |  |                                                           |  |  |                                       |  |
|                                                 |                                                 | Carolina Camminneci Schreiner                         | Giuseppe Camminneci                                   |  |  |       |  |  |                                                           |  |  |                                       |  |
|                                                 |                                                 | Carolina Camminneci Schreiner                         | Giuseppe Camminneci                                   |  |  |       |  |  |                                                           |  |  |                                       |  |
|                                                 |                                                 | Carolina Camminneci Schreiner                         | Teresa Schreiner                                      |  |  |       |  |  |                                                           |  |  |                                       |  |
|                                                 |                                                 | Carolina Camminneci Schreiner                         |                                                       |  |  |       |  |  |                                                           |  |  |                                       |  |